# 自動車重量税
自動車重量税（じどうしゃじゅうりょうぜい）は検査自動車と届出軽自動車に対して課される日本の租税（国税）である。揮発油税とともに田中角栄が提案し、施行されたとの評価をすることがある。厳密には揮発油税の創設ではなく、揮発油税の道路特定財源化である。

## 概要
1971年（昭和46年）に施行された自動車重量税法に基づいて、検査自動車と届出軽自動車に対して課される。納税義務は自動車検査証の交付等を受ける者、あるいは車両番号の指定を受ける者にあり、自動車を新規登録または新規届出した時や、継続検査や構造等変更検査を受け、車検証または届出済証の交付を受ける際に納付し、原則として、自動車重量税印紙を購入し所定の納付書に貼り付けて提示、交付窓口の係官が割印することで納付する。整備工場等が車検を代行する場合は、車検業者が使用者に代わって納付手続きを行う。
自動車重量税で得た税収の1000分の407は、「自動車重量譲与税」として、市町村道の延長及び面積に応じて市町村に譲与される。この譲与税は以前は「譲与を受けた自動車重量譲与税の総額を道路に関する費用に充てなければならない」とされていたが、平成21年の地方税改正で「その使途について条件を付け、又は制限してはならない」となり一般財源となった。
課税標準は自動車の数量に応じて、税額は自動車の区分ごと重量に応じて、それぞれ定められている。
2010年（平成22年）4月1日以降に自動車検査証の交付を受けるものは、暫定税を含む税額が約20%引き下げられた。ただし、車齢が18年を越えるものは、2010年（平成22年）3月31日以前の税額のまま引き下げられていない一方、エコカー減税の対象となる車輌は、ランクに応じて減免措置がある。
例：自家用乗用車、車輌重量1トン超1.5トン以下の場合。
新車購入時（3年分） 本則税額22,500円→暫定上乗せ税を含む総額45,000円
車検時（2年分） 本則税額15,000円→暫定上乗せ税を含む総額30,000円
自動車重量税とは、その名の通り、「自動車の重量」に応じて税額が決まる国税のことで、自動車を新規登録する際や、車検（継続検査）時、また軽自動車の使用の届出をする際に、所定の税額を納付することとなっている。
「車検時、または新車購入時」に、決められた自動車重量税がかかると言うことである。
自動車重量税によって納められた税金は、「3/4が国の財源（一般道路建設費など）」、「1/4が市町村の一般道路の整備費など」に充てられている。
※大型特殊自動車は自動車重量税の対象外となっている。
※「普通自動車（小型自動車）・軽自動車」を廃車した場合、「車検が1ヶ月以上残っている場合」には、残存期間に応じて自動車重量税が還付される。

### 自動車重量税の納税義務者
自動車重量税の納税義務者は、「車検証（自動車検査証）の交付等を受ける者」、または「車両番号の指定を受ける者」となっている。このため、御料車や総理大臣専用車、地方自治体が使用する公用車、パトカーや消防車といった公益目的の車両であっても自動車重量税は課税される。

### 自動車重量税の納付方法
自動車重量税は、原則、「自動車検査証の交付等、または車両番号の指定」を受けるまでに、陸運局（軽自動車協会）において、所定の自動車重量税額に相当する印紙を納付書に貼り付けて、納付することとなっている。

## 税額

### 本則による税額
自動車重量税法によると税額は次の通りである。
乗用車（軽自動車と二輪車を除く）
2500円/0.5トン（車両重量あたり）/年
乗用車以外（例：トラックなどの貨物車）
2500円/1トン（車両総重量あたり）/年
軽自動車
2500円/1台あたり/年
二輪自動車
1500円/1台あたり/年

### 特例税率込み税額
本則とは別に、長年にわたって『暫定税率』が定められていて、根拠法の延長に継ぐ延長を経ていた。暫定と冠する課税が導入されてから、既に40年以上もの長期間にわたって、本則より重く課税され続けていることは、常々問題視されていた。
さらには、重量税の使い道である「道路特定財源制度」のうち、本州四国連絡橋公団の債務返済が、2007年（平成19年）度に完了することや、昨今の公共事業費縮小による「財源余剰（税金の余り）」が7000億円も見込まれることから、自動車保有者はもとより、売り上げ低迷に悩む自動車メーカーなどが作る日本自動車工業会や日本自動車連盟からも見直しを求める声が挙がっていた。
さらに、一般財源化が検討されていて、従来より一般財源である自動車税や軽自動車税と分けて課税した上で、暫定税額を上乗せする税制の目的が失われる点も指摘されていた。
そして、2010年3月の税制改正により、道路特定財源が、一般財源とされるとともに、暫定税率が特例税率として適用期間の定めが廃止され、当分の間適用されることとされ、暫定税率の適用が特例税率として事実上恒久化されることになった。その後、2012年（平成24年）の税制改正で税率の引き下げが行われた。
なお新車登録から13年超過、18年超過車両については環境負荷の観点から自動車税と同じくグリーン化税制として重課税がなされる（#経年超過車両に対する重課税）。

#### 2012年5月1日以降
出典
乗用車
自家用 車両重量0.5トン毎 4100円/年
事業用 車両重量0.5トン毎 2600円/年
自家用貨物自動車
車両総重量1トンまで 3300円/年
車両総重量2トンまで 6600円/年
車両総重量2.5トンまで 9900円/年
車両総重量3トンまで 12300円/年
以降1トン毎に 4100円加算
事業用貨物自動車
車両総重量1トン毎 2600円/年
乗合自動車（バス）および特種用途自動車
自家用 車両総重量1トン毎 4100円/年
事業用 車両総重量1トン毎 2600円/年
軽自動車（検査対象）
自家用 3300円/年
事業用 2600円/年
二輪の軽自動車（新車届出時一回限り）
自家用 4900円
事業用 4100円
二輪以外の検査対象外軽自動車（新車届出時一回限り）
自家用 9900円
事業用 800円
小型二輪自動車
自家用 1900円/年
事業用 1500円/年

#### 2010年4月1日以降
乗用車
自家用 車両重量0.5トン毎 5000円/年
事業用 車両重量0.5トン毎 2700円/年
自家用貨物自動車
車両総重量1トンまで 3800円/年
車両総重量2トンまで 7600円/年
車両総重量2.5トンまで 11400円/年
車両総重量3トンまで 15000円/年
以降1トン毎に 5000円加算
事業用貨物自動車
車両総重量1トン毎 2700円/年
乗合自動車（バス）および特種用途自動車
自家用 車両総重量1トン毎 5000円/年
事業用 車両総重量1トン毎 2700円/年
軽自動車（検査対象）
自家用 3800円/年
事業用 2700円/年
二輪の軽自動車（新車届出時一回限り）
自家用 5500円
事業用 4300円
二輪以外の検査対象外軽自動車（新車届出時一回限り）
自家用 11300円
事業用 8100円
小型二輪自動車
自家用 2200円/年
事業用 1600円/年

#### 2010年3月31日以前
乗用車
自家用 車両重量0.5トン毎 6300円/年
事業用 車両重量0.5トン毎 2800円/年
自家用貨物自動車
車両総重量1トンまで 4400円/年
車両総重量2トンまで 8800円/年
車両総重量2.5トンまで 13200円/年
車両総重量3トンまで 18900円/年
以降1トン毎に 6300円加算
事業用貨物自動車
車両総重量1トン毎 2800円/年
乗合自動車（バス）および特種用途自動車
自家用 車両総重量1トン毎 6300円/年
事業用 車両総重量1トン毎 2800円/年
軽自動車（検査対象）
自家用 4400円/年
事業用 2800円/年
二輪の軽自動車（新車届出時一回限り）
自家用 6300円
事業用 4500円
二輪以外の検査対象外軽自動車（新車届出時一回限り）
自家用 13200円
事業用 8400円
小型二輪自動車
自家用 2500円/年
事業用 1700円/年

### 経年超過車両に対する重課税
新規登録から13年または18年超過した車両については段階的に増税となる。たとえば2017年5月1日時点での乗用自家用車は車両重量0.5トン毎に4100円/年だが、13年超過車では5700円/年、18年超過車では6300円/年となる。

## 税収の推移
財務省の統計を参照（単位:100万円。単位未満切捨て）。決算ベース。
- 1997年度 812,841 ほか地方譲与分 270,947
- 1998年度 816,528 ほか地方譲与分 272,176
- 1999年度 843,115 ほか地方譲与分 281,039
- 2000年度 850,669 ほか地方譲与分 283,556
- 2001年度 853,600 ほか地方譲与分 284,533
- 2002年度 847,977 ほか地方譲与分 282,659
- 2003年度 767,086 ほか地方譲与分 383,543
- 2004年度 748,846 ほか地方譲与分 374,423
- 2005年度 757,419 ほか地方譲与分 378,710
- 2006年度 734,952 ほか地方譲与分 367,476
- 2007年度 739,857 ほか地方譲与分 369,929
- 2008年度 717,047 ほか地方譲与分 358,523
- 2009年度 635,112 ほか地方譲与分 317,556
- 2010年度 446,541 ほか地方譲与分 306,479
- 2011年度 447,754 ほか地方譲与分 307,312
- 2012年度 396,894 ほか地方譲与分 272,404
- 2013年度 381,356 ほか地方譲与分 261,740
- 2014年度 372,773 ほか地方譲与分 255,849
- 2015年度 384,930 ほか地方譲与分 264,193
- 2016年度 391,506 ほか地方譲与分 268,706
- 2017年度 377,834 ほか地方譲与分 259,323
- 2018年度 394,444 ほか地方譲与分 270,723
- 2019年度 388,058 ほか地方譲与分 283,323
- 2020年度 398,517 ほか地方譲与分 290,958
- 2021年度 387,600 ほか地方譲与分 282,988
- 2022年度 393,499 ほか地方譲与分 298,064

自動車重量譲与税法により自動車重量税の税収の1000分の407（2002年度までは4分の１、2003年度から2009年度までは3分の１。2010年度からは当分の間1000分の407）は、自動車重量譲与税とするため、一般会計を経由せず直接交付税及び譲与税配付金特別会計に繰り入れられる。そのため財務省の税収統計でも、地方譲与分は別に計上されている。

## 問題点
自動車重量税は課税根拠の喪失や二重課税という問題点があることから、同様の問題がある自動車取得税とともに、自動車業界からは自動車重量税の廃止を求められている。自動車重量税は普通税ではあるが、制定時の国会審議において道路特定財源として運用することとされたものの、道路特定財源が一般財源化されたことによって、自動車重量税はその課税根拠が失われていることになる。自動車重量税と同時に、自動車税または軽自動車税が「自動車の保有」に対して課せられることから、自動車業界からは二重課税であると指摘されている。
日本では自動車の所有や使用に対して、複雑かつ多数の税金が課されており、自動車重量税の他に、自動車税（または軽自動車税）、自動車取得税、燃料への課税（ガソリン税、軽油引取税、石油ガス税）、さらに車体の購入時と燃料の購入時に課される消費税があり、ほかの国と比べると負担額が大きい。自動車業界からは、このことが国内の自動車産業を衰退させる原因だとして批判されている。
以前は、事故などで車検証の有効期間が残存しているものを抹消登録しても、自動車税や自賠責保険料などとは違って還付を受けられない点が課税の目的に沿わないことも批判の一つであった。2005年（平成17年）1月に使用済自動車の再資源化等に関する法律（自動車リサイクル法）が施行されると同時に、自動車リサイクル法に基づいた適正な廃車、解体を行う場合のみ申請をすることで、還付が受けられるようになった。